# محمد شمس (ملحن)
محمد شمس (بالفارسية: محمد شمس) هو موزع وملحن إيراني، ولد في 7 ديسمبر 1954 في طهران في إيران تعاون مع الفنانة الشهيرة مرضيه حتى آخر مراحل حياتها .

## وصلات خارجية
- الموقع الرسمي